# General Electric CF700
Le General Electric CF700 (désignation militaire TF37) était un turboréacteur monocorps à taux de dilution moyen, développé aux États-Unis dans les années 1960.

## Historique
Dérivé du General Electric CJ610, le CF700 fut le premier petit turboréacteur au monde à recevoir la certification de l'administration fédérale américaine (Federal Aviation Administration, ou FAA). Depuis sa mise en service, le CF700 a propulsé plus de 400 appareils pour 120 opérateurs différents de par le monde, totalisant plus de 10 millions d'heures de service.

## Caractéristiques
Le CF700 est un turboréacteur monocorps à double flux, mais dont le fonctionnement se rapproche plus de celui d'une soufflante non-carénée que d'un turboréacteur classique. La particularité de ce moteur est en effet l'emplacement de sa soufflante, qui n'est pas à l'avant, comme sur les moteurs traditionnels, mais à l'arrière, directement reliée et entraînée par la turbine libre basse-pression du moteur. Les pales de cette soufflante sont en fait tout simplement des extensions des pales de la turbine basse pression.
Cette caractéristique explique la désignation anglophone de ce type de moteurs, désignés « aft fans », pour « soufflante arrière ». Ce type de moteur est rare, le CF700 est le seul à avoir été produit en grand nombre. Le General Electric CJ805-23 est d'une conception similaire, pour un moteur considérablement plus gros.

## Applications
- Dassault Mystère 20 (Falcon 20) : CF700-2C, CF700-2D, CF700-2D-2 de 20 kN de poussée ;
- North American Sabreliner Series 75A et 80 ;
- Lunar Landing Research Vehicle (LLRV) : CF700-2V de 19 kN de poussée.

Sur le véhicule d'entraînement LLRV de la NASA, ce moteur était installé en position verticale et sur un cardan comportant deux degrés de liberté. Il était chargé de supprimer cinq sixièmes de la gravité terrestre en maintenant sa poussée perpendiculaire au sol, sous réserve que l'inclinaison du LLRV ne dépasse pas 28°. Ce moteur, situé au centre du châssis, avait également la charge d'annuler la poussée exercée par le vent.